# 齐柏林撞击机

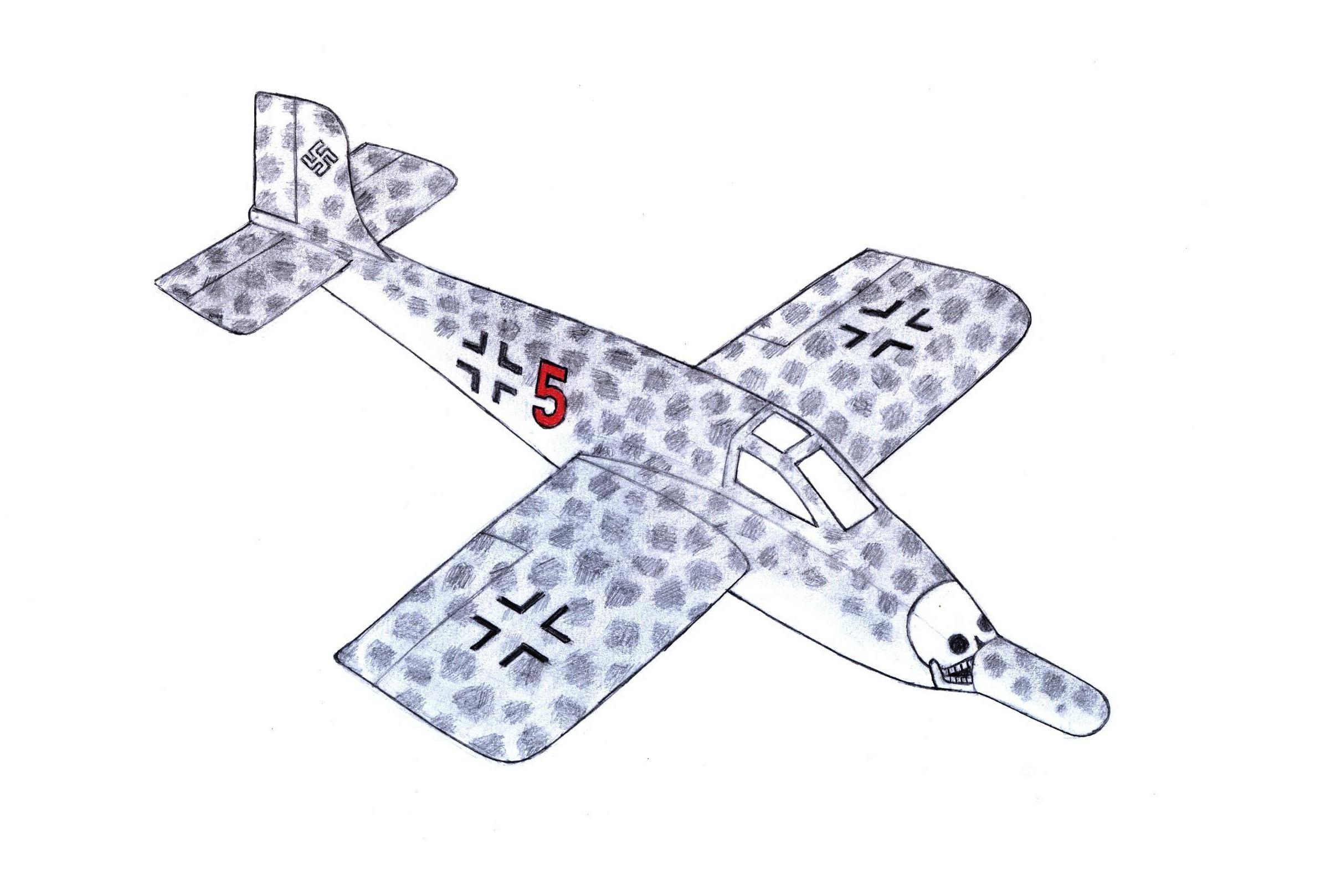
齐柏林撞击机

齐柏林撞击机（德語：Rammjäger）是齊柏林飛船製造公司在二战期间提出的一个设计方案，该机型专门用來對付盟军的轰炸机。
该机型是一种火箭动力小型飞机，在实战中，该飞机将被另一架飞机拖拽至高空，或者另一家飛機直接搭載該飛機。在接近敌方轰炸机时該飛機會被丟出。在被丟出后，飞机的固体燃料火箭发动机便会点火，之后试图撞击敌方轰炸机的机翼或机尾。按照设想，撞击机不会在撞击轰炸机之后损毁。飞机最终将降落到地面。
由于该机型的危险性极高，因此如果駕駛这种飞机去撞擊敵機有时也被視为自杀式襲擊。1945年1月过后，军方下了一份16架原型机订单，但齐柏林公司的工厂很快就被盟军轰炸机炸毁了，于是该计划彻底告终。